# 회상록 (비디오 게임)
《회상록》(Reminiscence)은 대한민국의 동인 게임 제작 서클인 팀 디바이스가 발매한 창작 비주얼 노벨이다.

## 작품 소개
팀 디바이스의 두 번째 작품으로 제작된 텍스트 어드벤처 게임이다. 2002년 10월에 코믹월드에서 판매되었다. 대한민국 최초의 상업화 동인 창작 비주얼 노벨이다.

## 스토리
열기를 품은 공기로 가득 차 있던, 그 해의 여름. 대학으로의 힘겨운 재수 생활을 보내고 있었던 나. 그나마 그런 나에게 있어 위안이 되었던 나만의 장소, Cafe Reminiscence.
그런 여름의 어느 날인가에 있었던 만남. 미래는 현재가 되고 현재는 과거가 되어 추억으로써 우리를 감싼다.
그리고 그 곳에서부터 시작되었던 우리들의, 일상적인 이야기...

## 등장인물
오세희
박정아
오세영

## 제작진
- 총감독
  - Adol
- 시나리오
  - Hajime
  - Lemmy
  - Adol
- 그래픽
  - Hiziri
  - Amuro
  - 林
  - Kokoro
- 사운드
  - Xenopsyx
- 프로그램
  - Mjmj
  - Adol